# ツァボの人食いライオン
ツァボの人食いライオン（ツァボのひとくいライオン、英: Tsavo Man-Eaters）は、1898年3月から同年12月にかけてイギリス領東アフリカ（現：ケニア）のツァボ川付近で発生した2頭の雄ライオンによる獣害事件である。ケニア-ウガンダ間のウガンダ鉄道敷設によるツァボ川架橋工事中に人食いライオンが現れ、少なくとも28名の労働者が犠牲になった。2頭は鉄道現場総監督のジョン・ヘンリー・パターソン (en) によって射殺され、後に剥製となってシカゴのフィールド自然史博物館に展示された。
この事件を題材にして、映画『ゴースト&ダークネス』や戸川幸夫の小説『人喰鉄道』などが作られた。パターソン自身も、事件についての実録『The Man-eaters of Tsavo』（en:The Man-eaters of Tsavo）を出版している。なお、記事内における固有名詞などの表記は『世界動物文学全集 29』（講談社）所収の『ツァボの人食いライオン』（パターソン著、大岩順子訳）に拠った。

## 事件の経緯

### 発端

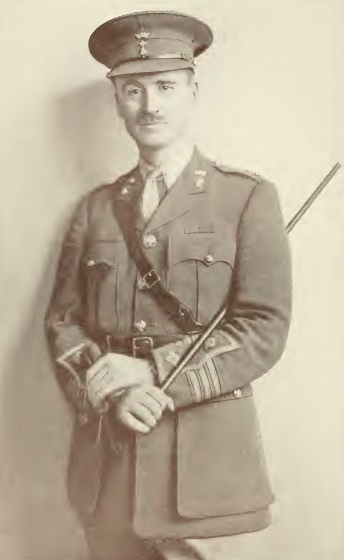
ジョン・ヘンリー・パターソン

ウガンダ鉄道の建設は、1896年にイギリスにより植民地政策の一環として計画された。インド洋に面するモンバサを起点として工事が始まり、1901年にビクトリア湖畔のキスムまでの線路敷設が完了して1903年に運行が開始された。事件の舞台となったのは、海岸から約210キロメートル内陸に入ったツァボであった。この地を流れるツァボ川は流量が多く流れも速い川で、この川に恒久的な鉄橋を架橋する工事中に事件が起きた。
ジョン・ヘンリー・パターソンは鉄道現場総監督として、ツァボ川の鉄橋建設および川の両岸にそれぞれ50キロメートルほどの区間の付帯工事を完成させることを主な仕事として、1898年にツァボに着任した。着任当初はキリンディニ港にある本部から派遣された労働者たちや、道具、物資などが次々と到着した。ツァボの鉄道現場で働く労働者は、イギリス領インドから来たインド人の季節労働者が主力であった。工事は順調に始まったように思われたが、この状態は長続きせず工事は中断せざるを得なくなった。それは、2頭の人食いライオンが出現したためであった。
パターソンが「凶暴なライオンが付近に現れる」という話を初めて聞いたのは、ツァボに着任してまだ2、3日程度の頃であった。その直後に労働者が1人か2人いなくなって、ライオンが夜間にテントから連れ去って食い殺したという話を聞かされたが、パターソンはその話を信じることができなかった。パターソンによればその2人は非常に善良な人間であり、2人とも金をかなり蓄えていたためその金目当ての悪人に殺されることもありうると思ったためであった。
パターソンの疑いは、不幸な形で消えることになった。着任して3週間ほどたったある日の朝、パターソンは労働者の頭を務めていたウンガン・シンという名のシーク人が夜間にテント内で襲撃を受け、連れ去られて食われたという知らせを受けた。パターソンはテントに急行して現場を調べ、その場に居合わせた他の労働者の証言を聞いた。当時テント内にはウンガン・シンの他に6人の労働者が居合わせ、そのうち1人が事件を目の当たりにしていた。目撃者は夜間に突然ライオンがテントの入り口から首を突っ込んで、たまたま一番近くにいたウンガン・シンの喉元に食いついたと証言した。ウンガン・シンは「チョロ（放せ）」と叫んで抵抗し、両腕をライオンの首に回したが間もなくテント内から姿が消えていた。他の労働者たちはこの事態に怯えきり、テント外での戦いの気配を聞くほかになす術はなかった。
パターソンはさっそくライオンの追跡に出発し、たまたまツァボに滞在していたハスレム大尉も同行した。ライオンの通った道にはところどころに血だまりができていたため、追跡は容易だった。やがてウンガン・シンの遺体が見つかったが、その状況は凄惨を極めていて、2頭のライオンが遺体を取り合って散々争ったことを示していた。パターソンとハスレムはウンガン・シンの遺体を可能な限り集め、その上に石を積み上げた。ライオンの足跡は、川沿いの岩地で消えていてそれ以上追うことはできなかった。ウンガン・シンの首はライオンの牙の穴以外は無傷だったが、医務官に鑑定してもらうために持ち帰った。
その晩パターソンは、ライオンがまた襲撃してくるのに備えて現場近くの樹上で不寝番をした。間もなくライオンの唸り声が近づいてきたが、やがて声は止んで1-2時間は静穏な状態が続いた。しかしライオンは800メートルほど離れた別のテントを襲い、そこから労働者を1人連れ去っていた。翌日パターソンは、そのテントの近くの樹上で不寝番をしたが、ライオンは再びその裏をかいて別のテントから労働者を1人連れ去った。当時労働者のキャンプ地は分散していたため、人食いライオンはツァボの周囲に12-13キロメートルほどの行動範囲を持っていた。ライオンは毎夜違うキャンプ地に侵入する戦術をとっていたため、先回りをするのは困難であった。
事件発生後もずっと、パターソンのテントは垣根一つない開拓地に張られていた。ある夜医務官のローズ博士がテントに泊まっていたとき、真夜中に何者かがテントの張り綱につまづく音がして目を覚ましたが、明かりを持って外に出ると何もいなかった。しかし朝になってみると、テントの周囲にはライオンの足跡がはっきりと残されていた。これにはパターソンも住居を移さざるを得ず、新たにこの地域の医療を担当するために着任したブロック博士と小屋に共同で住むことにした。小屋はかつてパターソンたちが川の東岸に建てておいたもので、シュロの葉と木の枝でできていた。周囲にはコンミフォラというとげのある低木でできた「ボマ」（en:Boma (enclosure)）と呼ばれる垣根が約60-70メートルにわたって張り巡らされていて、パターソンなどの世話をする使用人たちもこの囲いの中に住んで一晩中火を焚き続けていた。それでもパターソンやブロックは用心を怠らず、ベランダで夕涼みをする時などには銃を手元に置いてライオンの接近に警戒していた。
労働者たちのキャンプ地にもボマが張り巡らされるようになったが、ライオンはボマの弱い部分を突き破ったり飛び越えたりして侵入を敢行した。パターソンのもとには、2晩か3晩おきに労働者がライオンにさらわれたという悲しい知らせが届くようになった。当事者である労働者たちは、最初のうち仲間の死をそれほど真剣に受け止めていなかったというが、これは2000人から3000人に上る労働者が広い範囲に散らばっていたためで、これだけ大勢の人の中から自分が人食いライオンの犠牲者になる確率は低いと考えていたからであった。

### 襲撃
工事の進捗に伴い労働者キャンプの本隊が前進するにつれ、事態は切迫していった。パターソンは軌道工事の仕上げに取りかかるため、200人から300人程度の労働者とともに残留した。残留組となった労働者たちは1か所に集まってキャンプすることになったため、人食いライオンの活動もここに集中した。労働者たちは恐慌状態に陥ったため、パターソンは彼らを慰留することに苦心した。労働者たちが作業を中止して特別に頑丈で高さのあるボマをキャンプの周囲に築くことを許可することによって、労働者たちは残留することに同意した。労働者たちは不寝番を置いて一晩中火を焚き、安全なテント内から長いロープを使って手近な木に吊るした数個の石油の空き缶を鳴らし続けて人食いライオンを追い払おうと試みた。それでもライオンの襲撃を防ぎきれず、労働者たちが1人また1人と姿を消していった。
労働者キャンプの本体が労働者とともに移動した後も、病院キャンプは元の場所に残留していた。病院キャンプはパターソンが住む小屋から1キロメートルあまり離れた開拓地にあったが、厚いボマに守られていて見た目は非常に安全な感じであった。しかし、ライオンのうち1頭がボマの弱い部分を発見してそこから侵入した。この襲撃では病院の助手が危ういところで難を逃れたが、8人の患者が寝ていた別のテントで被害があり、1人がさらわれた上に2人の患者が重傷を負った。翌朝パターソンと医師が駆けつけて、この事態を発見した。病院キャンプはただちに中央キャンプの近くに移されることになり、その日の日没までに患者たちは新たな場所に移送された。
ライオンは人気がなくなった後のキャンプによく出現すると聞いていたため、パターソンは労働者たちが立ち退いた後のボマに残ってライオンの襲撃を待ち伏せることにした。しかし、不寝番の最中に新たに作ったばかりの病院キャンプの方角から悲鳴や叫び声がパターソンの耳に届いた。夜明けになってから現場に急行したパターソンは、病院キャンプで水汲みに従事していた労働者がさらわれたことを知らされた。パターソンはブロックとともにライオンを追跡し、400メートルほど離れたところで無残な姿となった労働者の遺体を発見した。病院キャンプは、再度移転することになった。その日の日没までにさらに厚くて頑丈なボマに囲まれた病院キャンプが完成して、患者たちの移送も完了した。
パターソンは病院キャンプが元あった場所近くの待避線上に、有蓋貨車を1両置いた。テント2基をボマの中に残し、数匹の家畜もおとりとして係留しておいた。この日（4月23日）の午後、ライオンの姿が少なくとも3か所の別々の場所で目撃されていたが、襲撃はあったものの人的な被害はなかった。パターソンとブロックは、有蓋貨車の中で不寝番にあたるつもりであった。
パターソンとブロックは夕食後に、小屋から1.5キロメートルほど離れた場所にある貨車に赴いた。2人は無事に到着して、10時頃に不寝番を開始した。1-2時間ほどは静寂のうちに過ぎていったが、突然枯れ枝が折れる音が聞こえ、動物が動き回っているのがわかった。
このときパターソンは、ライオンを狙いやすいようにと貨車を出て近くの地面に腹ばいになって待とうとブロックに提案していた
。ブロックはその提案を退け、「そこにじっとしているように」と説得した。数秒後、パターソンはブロックの言葉が正しかったことに感謝した。それは、ライオンのうち1頭が至近距離で2人を狙っていたからであった。しっかり閉めるようにと命じていたはずのボマの入り口が完全に閉じていなかったため、ライオンはそこから入り込んでパターソンとブロックの様子を外からうかがっていた。
やがてパターソンは足音を忍ばせて近寄ってくる物影を見たような気がしたが、目の疲れも相まって確信が持てなかった。彼はブロックに何か見なかったかと小声で尋ね、同時に暗闇の中にいる「目標」に銃の狙いを定めた。ブロックはその問いに答えなかったが、後になってブロックは、自分も何か動く物を見たがそう言えばパターソンが発砲しないか、そしてもし何もいなかったということになればその結果がどうなるかを恐れたため、答えるのをためらったと明かした。
直後に1、2秒間の沈黙が訪れ、突然ライオンが2人をめがけてとびかかってきた。「ライオンだ!」とパターソンが叫び、2丁の銃が同時に発射された。この瞬間についてパターソンは「もう一秒遅ければ、ライオンはまちがいなく貨車の中にとび込んでいただろう」と記述している。ライオンの狙いは外れた。それはおそらく銃の閃光に目がくらんだ上に、2発の銃声の反響に怯えて逃走したものと思われた。
翌朝、ライオンの足跡のすぐそばでブロックの撃った銃弾が発見された。その銃弾は、あと4-5センチメートル程度でライオンに命中するところであった。パターソンの撃った銃弾はどこにも見当たらなかった。後になって、このときパターソンが撃った銃弾がライオンの牙を1本折っていたことが判明した。これが人食いライオンとパターソンとの直接対決の始まりであった。

### 陰謀
人食いライオンの脅威に晒されながらも、鉄道敷設工事は進捗していた。川の直前部分に立ちはだかっていた岩の切り通し部分を広げてどんな列車でも問題なく通行できるように掘削する作業や、切り通しとツァボ駅の間にある峡谷にかける陸橋の基礎工事、給水施設などが次々と行われた。この時期は人食いライオンの襲撃が一時的に収まっていたため、野外での昼食や川のイカダ下りなど、パターソンたちにはよい気晴らしになるできごとも時折あった。ただしパターソンは相変わらず多忙で、日中は作業の監督や雑用に明け暮れ、夜には労働者たちの争いの仲裁や様々な報告や不平を聞き届けたりスワヒリ語の学習に時間をとられたりの日々であった。
ツァボ川での鉄橋架設準備は急速に進み、パターソンは川の水量などの調査や測量などの必要な仕事を一通りやり終え、橋台と橋脚の位置を選定して基礎石を水中に設置する作業が始まった。この工事は非常な難工事であり、いくら掘り続けても堅い基盤に達しなかったためにくい打ちによる工法に切り替えようかと思い始めた時に、運よく堅い岩を掘り当てることができた。もう一つの難題は、橋に使う石材に適合する岩石が周囲に見当たらないことであった。周辺に岩石は豊富に存在していたが、加工が困難な堅い石ばかりであった。パターソンが何日も探したものの見つからなかった石は、ブロックと鳥撃ちに出かけた先で幸運にも見つかり、トロッコを使って現場に運ぶことができた。
石を見つけた後、パターソンは石工の増援を本部に依頼した。本部から派遣されてきた石工の大部分はパターン人で、熟練工との触れ込みであった。しかし本物の石工はその中のごく一部に過ぎず、多くが月給12ルピーの代わりに45ルピーをもらおうと企んだただの労働者に過ぎないことが判明した。パターソンはこの事実を確認すると、石工の賃金を出来高払いに改めた。能力の高い者には月45ルピーかそれ以上を支給できるようにして、偽の石工たちの賃金を引き下げた。人数比では偽の石工たちが多数派だったため、彼らは本物の有能な石工たちを脅して出来高払いの制度をやめさせようとしたが、パターソンにはその手段は通用しなかった。
労働者たちの仮病騒ぎや喧嘩などは絶え間なく続き、ついに石工たちのサボタージュ騒動にまで発展した。この日パターソンは徹夜でライオンの見張りをした帰路に、ふと思い立って石切り場に立ち寄った。石工たちはみな持ち場を離れて木陰で休憩を取り、ある者は昼寝、別の者はトランプなど思い思いに過ごしていた。パターソンはこのありさまにあきれ果てたが、彼らの頭上に銃を放って脅かすことを思いついた。銃声に驚いた石工たちは慌てて作業を再開したが、彼らはパターソンが遠くにいるものと思い込んでいた。騒動の一部始終を見届けたパターソンは居合わせた者全員に罰金を科し、石切り場の責任者を監督不行き届きで即刻格下げ処分とした。その直後、労働者のうち2人がパターソンの銃弾が背中に当たったと訴えてきた。2人は背中に弾のあとのような穴をあけてそこから血を流していたが、これは仲間を言いくるめてつけさせたものであった。ただし、パターソンは散弾銃ではなくライフルを持っていたため、彼らの企みはすぐに露見した。しかも、2人は衣服に穴を開けることさえ忘れていたため、追加の罰金と仲間たちからの嘲りを得ただけであった。
この騒動があって間もなく、労働者たちはパターソンが支払った賃金に見合うだけの労働を求める立場を変えず、いかなる妨害も許さない人物であることを悟った。彼らが出した結論は、パターソンを「亡き者」にするということであった。ある夜、彼らは会合を開き、翌日パターソンが採石場に行ったときに殺害してその遺体を密林の中に投げ込むことに決めた。その後「ライオンに食い殺された」ということに話を合わせることにして、この提案に全員が賛成した。しかし、会合終了後1時間もしないうちに出席者の1人がパターソンのもとを訪れ、陰謀について警告した。パターソンはその警告に感謝したが、翌日は通常どおり採石場に行くことを決めた。この段階ではパターソンは陰謀について半信半疑であり、この出席者が単に彼を脅迫するために派遣されたのではないかとも考えていたからであった。
翌日（9月6日）の朝、パターソンが採石場に行く途中で、石工頭のヘーラ・シンが藪陰からひそかに声をかけてきた。ヘーラ・シンはパターソンにこの先に行ってはいけないと警告したため理由を尋ねると、「それは言うわけにはいかないが、石切り場でごたごたが起こりそうなので、自分と他の20人の石工は今日は仕事に出ない」との答えが返ってきた。ヘーラ・シンは人のよい性格だったためパターソンも昨夜の話はある程度本当だと思ったが、「ごたごたなど起こらないよ」と笑って採石場に歩き続けた。
採石場は表向き平穏で全員が忙しそうに労働についていたが、パターソンは彼らがこっそりと目配せを交わしているのに気づいた。やがて言うことを聞かない労働者を説得するという名目で、谷の上に一緒に行ってもらえないかという申し出があった。パターソンはこれは自分をおびき寄せるための罠だとすぐに悟ったが、あえて同行することに決めた。谷の上に到着したパターソンは、騒ぎを起こしたと名指しされた2人の男の名前を手帳に書きつけ、元来た道を引き返そうとした。そのとき、労働者たちが怒号をあげてパターソンに詰め寄ってきた。
追い詰められたパターソンは、労働者たちの説得にかかった。説得の大意は、『私を殺しても大勢が絞首刑になるだろうし、ライオンにさらわれたという作り話も通用しない。ほんの1人か2人の悪者の扇動によってこの愚挙を犯したこともわかっている。計画が成功しても、別の人間が新たに監督にならないという保証があるのか、その人間が私より厳しい監督でないといえるのか、まじめな職人には公正であることを知っているはずだ』というものであった。パターソンは続けて、『不満のある者はすぐにモンバサに帰ってよい、そうでない者は仕事に戻って今後このような陰謀を起こさなければ不問にする』と言うと、全員が作業に戻ることを希望した。
パターソンはいったん危地を脱したが、陰謀は彼が帰宅の途についた途端に再燃した。労働者たちは再度会合を開き、その晩にパターソンを殺す計画を立てた。労働時間の記録係をしている男が、この陰謀をパターソンに知らせた。記録係は、労働者たちが自分をも殺すと脅しつけているので点呼に行くのが怖いと打ち明けた。
パターソンは直ちに鉄道警察と地方官のホワイトヘッドに電報を打って急を知らせた。その知らせを受けて、ホワイトヘッドと部下が40キロメートルの距離から駆けつけてきた。ホワイトヘッドの機敏な行動によって、その晩パターソンは襲撃を免れた。2-3日後には鉄道警察も到着して、首謀者とその一味を逮捕した。首謀者たちはモンバサに連行されて取り調べを受け、やがて1人が口を割ったことによって陰謀のすべてが明らかになった。首謀者とその一味は全員有罪となり、さまざまな期間の懲役刑を受けた。その後のパターソンは、労働者たちの謀反に悩まされることがなくなった。

### 恐怖

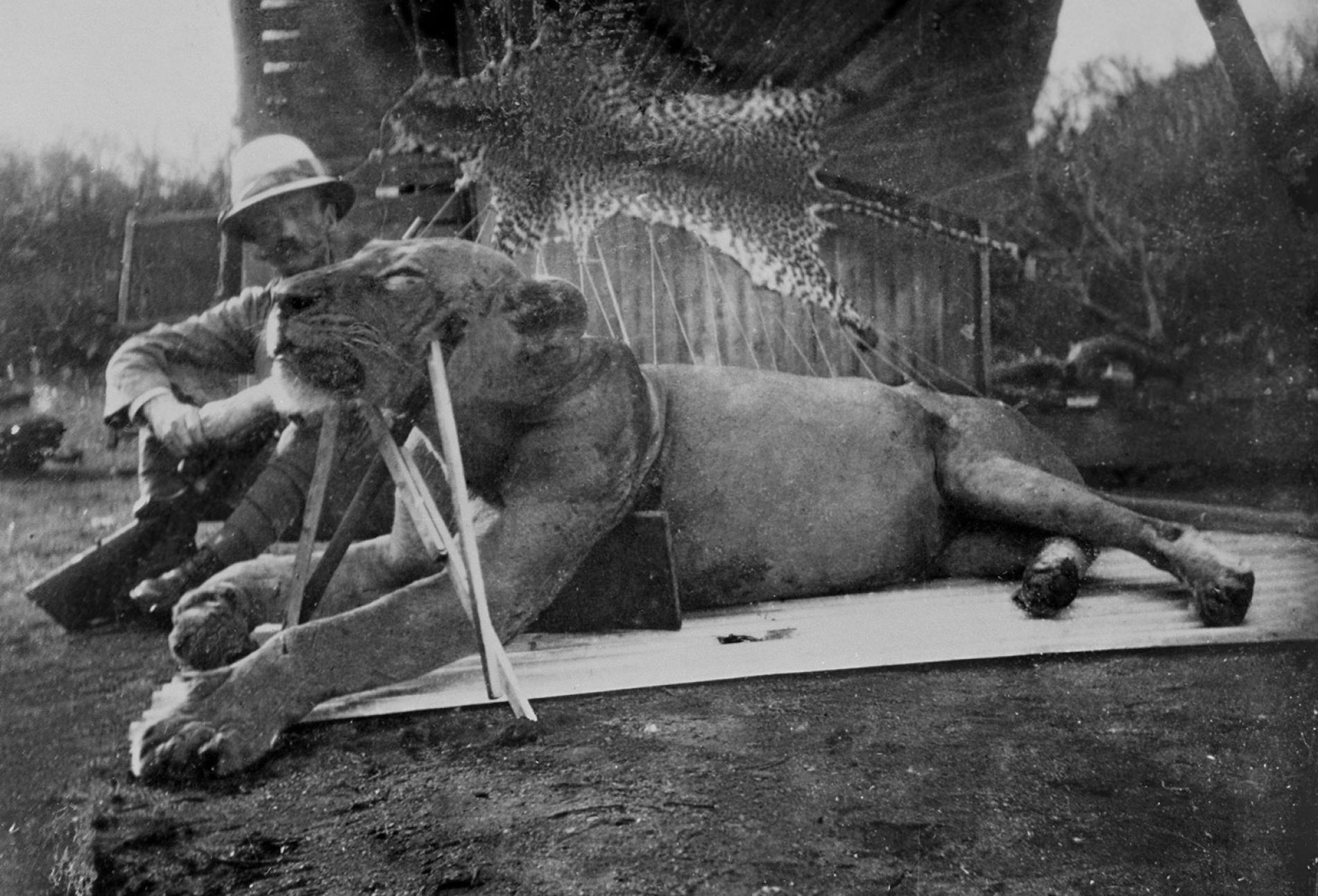
1頭目の人食いライオンとパターソン

貨車での遭遇以降、しばらくの間人食いライオンはツァボを避けていてパターソンたちを襲うような行動はとらなかった。パターソンはこの期間中に、ある考えを思いついた。それは、2-3人の労働者を危険な目には絶対遭わせずに「おとり」に使うような罠を作れば人食いライオンを捕えることができるのでは、というものであった。
パターソンは早速罠の作成にとりかかった。材料となったのは、枕木やトロッコのレール、電線の切れ端や重い鎖などで、彼の考えでは十分に頑丈な出来栄えであった。罠はおとりとなる人間用の部屋と、ライオンを閉じ込めるための部屋に分けられ、2つの部屋の間は枕木とレールを利用して作った堅牢な鉄格子がはめ込まれていた。ライオン用入り口は、ネズミ捕りと同じ要領で餌となるおとりを捕まえなくてもドアが閉まるように工夫されていた。パターソンはライオンの目を欺くため、罠の上にテントを張り、さらに周囲を特別に強力なボマで囲んだ。最初の2-3日はパターソン自身がおとり役となって罠に入っていたが、なかなか眠れないうえに蚊の襲撃を受けただけで特段の変事はおこらなかった。
他のキャンプはときどき人食いライオンの襲撃を受けていて、パターソンもその情報はつかんでいた。しかしツァボは完全にライオンの攻撃対象を外れていたため、労働者たちはすっかり安心した日々を過ごしていた。そこに油断が生じ、ツァボに恐怖が再び忍び寄ってきた。
ライオンが再度襲撃を始めたのは、大勢の労働者が涼を求めてテント外で就寝していた夜だった。突然起こった叫び声と悲鳴で夜の平穏は破られ、パターソンを始めとした人々はライオンがツァボに再び狙いを定めたことを思い知らされた。そのライオンはボマに1頭で闖入し、発見者によって鳴らされた警鐘や、たいまつやこん棒、石などの攻撃も意にも介さず、労働者を1人捕えた。ライオンはボマの外でもう1頭のライオンと合流して、大胆なことにテントから30メートルも離れていない地点で労働者を食べ始めていた。労働者の頭がライオンたちに向けて数発発砲したものの、ライオンは「食事」を済ませるまでその場を離れようとしなかった。
パターソンはこの事件後、1週間以上ライオンを待ち伏せてみたが、すべてが徒労に終わった。毎晩のようにライオンはパターソンの裏をかいてキャンプを襲い、翌朝には労働者1名が欠けているのが常態になっていた。パターソンもこの事態には意気阻喪し、ライオンたちは本当に「悪魔」で「不死身」なのではないかと考えるまでになっていた。パターソンは周囲の気を引き立たせるために、昼間の密林の中でライオンを追跡する仕事を始めたが、これも成功しなかった。役人や軍の将校たちもツァボを訪れて毎夜の見張りを手伝ったが、ライオンはこれも避けて犠牲者の数を毎晩のように増やしていた。
ライオンが駅から労働者をさらった上に、パターソンのいるキャンプのそばまで運んできてそこでむさぼり食うというできごとさえ起った。パターソンの耳にはライオンが骨をかむ音や満足げに喉を鳴らす音までがありありと聞こえ、その音は数日間彼の耳に残って離れなかった。たとえ外へ出たとしても労働者を救うことは不可能とわかりきっていたため、パターソンは無力感にさいなまれた。パターソンが滞在しているボマの近くにいた数名の労働者もこの事態に怯えきって、パターソンのボマに入れてほしいと大声で救いを求めた。パターソンは快く彼らを迎え入れたが、彼らと一緒に病人が1人いたことを思い出して聞いてみると、置き去りにしてきたことがわかった。パターソンはすぐさま労働者数名を率いて病人を連れてこようとしたが、到着したときには病人は仲間に見捨てられたショックのためにすでに絶命していた。
事態は悪化の一途をたどり、ライオンたちはますます大胆にふるまうようになっていた。これまでは1頭のみが労働者たちを襲い、もう1頭は外の藪の中で待っていた。しかし2頭は一緒に行動するようになり、それぞれがボマに押し入って労働者を1人ずつ襲うまでとなった。
11月の最終週には、スワヒリ人の運搬労働者2名が襲われた。1人はライオンがすぐに連れ去って食べたが、もう1人はボマのイバラに引っかかったために連れ去りは免れた。その労働者は何とか助け出すことができたが、重傷だったため病院に着く前に絶命した。その2-3日後には、ツァボ駅からほど近い位置にあった地区で最大級の労働者キャンプが襲撃された。2頭のライオンは真夜中にキャンプに押し入り、恐れおののく労働者たちを襲って不幸な犠牲者をさらい、キャンプのすぐそばでむさぼり始めた。一連の騒ぎは、かなり離れた距離にあるパターソンのボマからもはっきりと聞き取れた。監督官のダルゲヤンズがライオンのいる方向に50発以上発砲したものの、ライオンを追い払うことさえできず、2頭は「食事」が済むまでその場にとどまっていた。
翌朝になってから、パターソンたちはライオンの追跡を試みた。砂上には折れた肢のつま先でつけたような痕跡が残っていたため、ダルゲヤンスはライオンのうち１頭を負傷させたものと確信していた。痕跡を追っていくうちに不気味な唸り声が聞こえ、一行はライオンのそばに来ていたことに気づかされた。注意深く前進してやぶをかき分けてみると、前夜さらわれた労働者の遺体が残されていた。一行がライオンのつま先で付けた痕跡と思い込んでいたのは、引きずられて連れ去られた労働者の指が残したものであった。ライオンはすでに立ち去っていて、一行は遺体の残骸を葬ってから戻るしかなかった。
連続する惨劇によって、労働者たちは恐慌状態に陥った。12月1日の午後、キャンプに戻ったパターソンを待ちうけていたのは作業を放棄した労働者の一団であった。彼らはパターソンに『これ以上どんなことがあってもツァボにはとどまらない』と宣言した。『政府のために働く約束でインドから来たのであって、ライオンなどの餌食になるために来たのではない』、というのが彼らの主張であった。
労働者たちは最初に通りかかった汽車を止めて乗り込み、ツァボから逃げ出した。このため、鉄道工事は完全にストップした。その後3週間は、ツァボに踏みとどまった労働者たちのために「ライオン対策」を施した小屋を作る以外の作業はできなかった。小屋は貯水タンクの上や、屋根、はてはガードの上など、およそ安全であろうと思われる場所にはどこにでも作られた。テント内に穴を掘って、重い丸太で上を覆ってからそこで眠る者もいた。多くのベッドが手ごろな木に結びつけられたが、ときには木の耐えうる限界以上にまでなった。ライオンが夜中にキャンプを急襲したとき、たくさんの労働者が1本の木に殺到して逃れようとしたため、その木が折損した。木に登った労働者たちはまさにライオンの目前に投げ出される状態となったが、そのときは別の犠牲者を手中にしていたライオンは彼らに興味を示さず、全員が命拾いした。

### 災難
多くの労働者が引き上げる少し前に、パターソンは地方官のホワイトヘッドに手紙を書いて救援を要請していた。ホワイトヘッドはその要請に応えて、12月2日（労働者が引き上げた翌日）の夕食時に待っていてくれと回答してきた。ホワイトヘッドを乗せた列車は、2日の夕方6時ごろにツァボ駅に到着する予定だった。
パターソンは使用人に、ホワイトヘッドを駅まで迎えに行くように命じた。しかし、使用人は怯えきった状態で間もなく戻ってきた。その報告では、駅には汽車も駅員も全く見当たらず、その代わりに1頭の大きなライオンがプラットホームに立っていたということであった。最初のうちパターソンはその報告を信じなかったが、翌日になってそれは事実であることが判明した。駅長を始め全員が、ライオンを避けて駅舎の中に閉じこもる事態に陥っていたのであった。
パターソンはホワイトヘッドを待っていたが、結局12月2日のうちに会うことはできなかった。日程を1日延ばしたのだろうと考えたパターソンは、1人で食事を済ませた。食事中に2回銃声が聞こえたが、特段珍しいことでもないため、パターソンは気にもとめなかった。
その日の夜更けに、パターソンは日課の見張りに出かけた。見張りについて間もなく、パターソンは60メートルほど離れたところでライオンが「食事」をしているのに気づいた。周囲のキャンプからは騒ぎが聞こえてこなかったため、パターソンは労働者の誰かではなく現地人がこの夜の犠牲になったのであろうと結論づけた。
翌朝、パターソンはライオンがいた付近の様子を確かめに出かけた。その途中で、パターソンはホワイトヘッドに出会った。ホワイトヘッドは疲労困憊の様子で顔色が悪く、服装も乱れていた。ホワイトヘッドは「きみのところのあのひどいライオンが、ゆうべもう少しでぼくを殺すところだったよ」と言い、驚愕するパターソンに自分の背中を見せた。ホワイトヘッドの着衣は襟首から下へ大きく引き裂かれた状態で、背中には4つの爪痕が赤く腫れているのが見て取れた。パターソンは取り急ぎホワイトヘッドを自分のテントに連れ帰り、傷の手当などを行った。ホワイトヘッドの具合がよくなったところで、パターソンは昨日以来彼の身に起こったできごとを聞き取った。
ホワイトヘッドを乗せた汽車は定刻を大幅に過ぎてツァボ駅に到着したため、あたりは暗くなっていた。ホワイトヘッドはアブドゥラという名の現地人の軍曹を伴って、パターソンのキャンプへの道を歩み始めた。キャンプまでのトロッコ道は、途中狭くなった切り通しの部分を通っていた。ホワイトヘッドが先に歩き、アブドゥラはランプを持ってその後ろを歩いていた。途中までは何事もなかったが、切り通し部分の中ほどまで来たとき突然土手の上から1頭のライオンが2人をめがけて飛びかかってきた。ホワイトヘッドの背中の傷は、このときつけられたものであった。カービン銃を持っていたホワイトヘッドはすぐさま発砲し、銃声と閃光がライオンをひるませた。しかし次の瞬間、ライオンはアブドゥラに飛びかかって彼をくわえて逃走した。「おお、ブワナ（だんな様）、シンバ！（ライオンだ！）」というのがアブドゥラの最期の言葉になった。ライオンが土手の上にアブドゥラを引きずり上げているときにホワイトヘッドは再度発砲したが、これも徒労に終わった。
ホワイトヘッドの話を聞いたパターソンは、昨夜見たあの「食事」はアブドゥラだったのかと合点がいった。ホワイトヘッドの負傷は軽度だったため、後遺症もほとんどなく回復した。

### 失策
12月3日には警察長官のファーカーがインド兵20名を引率して、海岸からツァボに到着した。ライオンの噂は遠くまで広まっていたため、インド兵たちはすべてのキャンプそばの適当な木の上に周到に配置された。その他に、数名の役人が警戒に加わった。パターソンが以前作っていた罠もこの警戒で使用されることになり、おとりとして2名のインド兵が中に入った。
その日の日没までに警戒の準備は完了し、全員が所定の位置でライオンを待ち受けた。夜9時頃までは平穏に過ぎていったが、その平穏を破ったのは罠のドアがカタンと落ちる音であった。「ついに、1頭やっつけた」とパターソンは一瞬喜んだが、その結果は惨憺たるものであった。
インド兵2名は銃とたくさんの弾丸を携えて完全武装し、ライオンが罠に入り込んだらただちに撃つようにと厳命されていた。しかしライオンが罠に入り込むと、インド兵は動揺して発砲どころの騒ぎではなくなっていた。近くの持ち場にいたファーカーが大声でインド兵を励ますとようやく発砲を始めたが、それは狙いを定めるどころではない無茶苦茶なもので、パターソンとホワイトヘッドのそばにまで弾丸が落ちてくるほどだった。全部で20発以上撃ったものの、罠のドア格子を1本吹き飛ばしたのみでライオンはそこから逃走した。パターソンには、インド兵2名が銃口をライオンの体にくっつけるほどそばにいたのに、なぜ殺しそこなったのか理解できなかった。罠にはライオンの血痕が少量残されていて、かすり傷程度の負傷しかしていないこともわかった。
パターソンは翌朝、狩猟隊を編成してライオンを追跡した。時々ライオンの咆哮を聞いたものの追いつくことはできず、ファーカーだけがやぶを飛び越えるライオンの姿を一瞬見かけただけであった。狩猟隊はさらに2日、ライオンを追跡したが成果はなかった。ファーカーとインド兵たちは海岸に引き返さねばならず、ホワイトヘッドも地元に戻っていった。パターソンのみが、2頭の人食いライオンとともにツァボに残されることになった。

### 不運
ホワイトヘッドやファーカーなどが帰って1-2日後の12月9日の明け方、パターソンがボマから出ようとしているところに「シンバ！シンバ！（ライオンだ！ライオンだ！）」と叫び声をあげて1人のスワヒリ人が走ってきた。彼の報告によると、ライオンが川のそばにあるキャンプから労働者をさらおうとして失敗し、かわりにロバを1頭襲って殺していた。ライオンは今、そのロバをすぐそこで食べているというものだった。
パターソンはただちにキャンプに戻って、ファーカーが万一の備えにと残してくれていた連発銃で武装し、案内役となったスワヒリ人の後に続いた。ライオンがその場にとどまっていることを願いながら近づくと、やぶの向こうにライオンの姿が認められるところまで行くことができた。しかし、案内役のスワヒリ人が枯れ枝を折る音を立て、それに気づいたライオンは唸り声をあげて近くの密林に逃げ込んだ。
また逃げられると思ったパターソンは急いでキャンプに引き返し、その場にいた労働者たちを集めた。パターソンは太鼓やブリキ缶などの鳴り物を手当たり次第に持参するよう命じ、ライオンの潜んでいる茂みを半円形に取り巻くように労働者を配置した。パターソンが茂みの向こう側に回り込んだところで鳴り物を一斉に打ち鳴らすように労働者の頭に言い含め、彼は単独で茂みを巡ってアリ塚のそばに身を潜めた。
労働者たちは包囲の円を少しずつ縮めて前進し、その音はパターソンの耳にも届いた。そのとき、たてがみのない巨大なライオンが獣道まで出てきた。ライオンはゆっくりと歩き2、3秒ごとに周囲の様子をうかがっていたが、労働者たちが立てる騒音に気をとられてパターソンの存在に気づかなかった。パターソンはライオンが14-15メートルの距離に近づくまで待ち、銃の狙いを定めた。
ライオンはようやくパターソンの存在に気づいて、唸り声を上げた。パターソンはライオンの頭部に狙いをつけて銃の引き金を引いたが、手ごたえがなく不発であった。この事態にうろたえたパターソンは、左の銃身から発砲することを失念した。ライオンはまだ労働者たちが立てている騒音に動揺していたため、パターソンを襲うことはせずに道路わきの密林に逃げ込もうと跳躍した。落ち着きを取り戻したパターソンは、左の銃身から発砲し、それはライオンに当たっていたが、ライオンはそれでも逃げ切り、後を追ったパターソンはやがて足跡を見失った。
度重なる不運の連続は、さすがにパターソンを意気消沈させた。インド人たちは、ライオンがいかなる武器をも寄せつけない「悪霊」だといっそう強く信じ込むようになっていた。

### 対決
パターソンはキャンプに戻る前に、死んだロバの状態を確かめてみた。ロバは臀部をわずかに食害されているのみだったため、パターソンはライオンが再びここに戻ってくるという確信を持った。
翌日（12月10日）、パターソンはライオンを迎え撃つための準備に取りかかった。手近には立ち木がなかったため、パターソンはロバのところから3メートルほど離れたところに3.5メートルぐらいの足場を作らせてそこに陣取ることにした。ロバは近くの切り株に丈夫な針金を使ってしっかりとつなぎ、銃撃の前にライオンが奪っていかないように対策をとった。パターソンは日没後、ただ1人でこの足場に登った。使用人である鉄砲持ちのマヒナは、単独行動に難色を示したが、それを押し切った。パターソンも実は彼を連れていきたいと考えていたが、マヒナはその日ひどく咳をしていたため、声や音などで台無しにされるのを恐れたのであった。
宵闇は暗く深く、周囲は完全な静寂に包まれていた。パターソンは緊張して待機していたが、やがて半分眠った状態になった。パターソンの意識を覚醒させたのは、小枝が折れる音であった。パターソンが周囲の気配に意識を集中したところ、大きな動物がやぶの中を逃げるような気がしたため「人食いライオンだ」と判断した。ライオンは明らかに空腹であることを示す深く長いため息をつくと、やぶの中を注意深く進み始めた。間もなくライオンはパターソンの存在に気づき、怒ったような唸り声を上げた。
また逃げられるのかとパターソンは心配になったが、ライオンは逃げる代わりにパターソンを攻撃することを選んだ。ライオンはパターソンのいる足場の周囲を、2時間ほどかけてゆっくりとはい回って彼を怯えさせた。急ごしらえの足場の脚部が折れたら、もしくはライオンがパターソンのいる地上3メートル付近まで跳躍してきたら、などという恐ろしい考えがパターソンを後悔させた。
切迫した状況に耐えながら、パターソンはできるだけ不動の姿勢を保つように注意を払った。真夜中ごろに何かが飛んできて、パターソンの後頭部を直撃した。一瞬ライオンの攻撃かと動揺したパターソンは足場から落ちそうになったが、その正体はフクロウであることがわかった。一連の行動でパターソンが体を動かしたため、ライオンは唸り声を返した。
ライオンは少しずつ忍び足で近寄り、パターソンとの距離を縮めてきていた。ライオンは下草の中に身を潜めていたが、パターソンはおおよその見当をつけることができた。ライオンがそれ以上近づいてこないうちに、パターソンは狙いを定めて銃の引き金を引いた。直後にライオンは恐ろしい唸り声を上げ、のたうち回る音がパターソンの耳に届いた。ライオンの姿自体は見えなかったが、パターソンはライオンが逃れた方向に向けて発砲を続けた。大きい唸り声を上げた後、ライオンの声は苦痛のあまり深い喘ぎ声に変わって、やがて声自体がやんだ。
パターソンが人食いライオンのうち1頭を倒したという知らせは、瞬く間に周囲のキャンプ一帯に広まった。キャンプにいた人々は歓喜してパターソンのいる足場を取り囲み、「マバラク！マバラク！」（神様、あるいは救世主という意味）と叫んで地面にひれ伏した。その夜、慎重を期したパターソンはライオンの死骸を探しに行くのはやめさせて、人々とともにキャンプに引き上げ、そこで夜通し盛大な祝宴が開かれた。
夜明けを待って、パターソンは昨夜の場所へ向かった。何度もパターソンから逃れてきたライオンがまた消え失せなどしていたらと不安だったというが、ライオンは間違いなく死んでいた。従ってきた人々は、パターソンを肩上に担ぎ上げてライオンの周りをまわるなど大喜びしていた。パターソンがライオンを調べると、2発の銃弾が命中していた。1発は左肩後ろから心臓を貫通し、別の1発は右後ろ脚に当たっていた。このライオンは鼻先から尾の先端までの長さが2メートル90センチ、立ったときの高さは1メートル15センチを測り、8人がかりでキャンプまで運ぶことになった。ただし、何度もイバラだらけのボマを突破して人々を襲っていたため、その毛皮は傷だらけになっていた。さらに、以前有蓋貨車で撃った弾丸がこのライオンの牙を欠損させていたことも判明した。
人食いライオンのうち1頭が死んだというニュースは、ほどなくして国中にも知れ渡った。多くの祝電が届き、各地から人食いライオンの毛皮を見るためにたくさんの人々がツァボを訪問した。

### 追撃

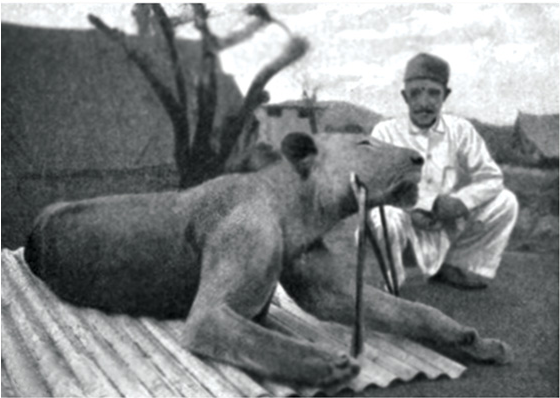
2頭目の人食いライオン

1頭が死んでも、人食いライオンはもう1頭残っていた。1頭目が死んでほんの2、3日後に、ライオンは鉄道監督官を狙った。ライオンは監督官のいるバンガローの階段を上り、ベランダを徘徊していたが監督官はその物音を酔っぱらった労働者の立てるものと思い込んで、「あっちへ行け!」と怒鳴りつけた。監督官を襲うのに失敗したライオンは、その代わりにヤギ2頭を襲ってその場で空腹を満たした。
この話を聞いたパターソンは、次の日の夜に監督官の住まいのそばで見張りをすることに決めた。近くには無人の鉄製の小屋があり、銃を発砲するのに適したのぞき穴も備わっていた。小屋の外には3頭のヤギをおとりとしておき、重量が110キログラムほどもある鉄製のレールにつないだ。夜明けの直前までは、平穏に過ぎていった。ライオンはそのときに現れて、ヤギのうち1頭にとびかかり、他の2頭もろともレールごと引きずっていった。パターソンはライオンのいる方向に向けて数回発砲したが、真っ暗だったためライオンではなくヤギのうち1頭に当たったのみであった。
朝になって、パターソンはキャンプから来た数名の者とともにライオンの追跡を敢行した。ヤギとレールが残した跡はすぐにわかり、400メートルほど先でライオンがヤギをむさぼっている場面に遭遇した。パターソンたちが近づく音に気づいたライオンは茂みに身を隠し、腹立たしげな唸り声を上げた。さらに近づいたところ、ライオンは茂みを突き抜けて攻勢に転じたため、ほとんどの者が手近な木に急いで登り難を逃れた。パターソンと助手のウインクラーのみがその場に残った。ライオンは結局襲ってこず、ひそかにその場を逃れていた。茂みの中には、ほとんど手をつけられていないヤギの死骸のみが残されていた。
パターソンはライオンがいつもどおり、もう1度獲物を食べに来ることは間違いないと踏んで近くに頑丈な足場を組み立てて、日暮れ前にその上に登った。パターソンは連日の追跡や夜の不寝番などで疲労が蓄積していたため、鉄砲持ちのマヒナを交代要員として伴っていた。パターソンが寝入っているときに突然マヒナが腕をつかんで、「シャー（ヒンズー語でライオンを意味する）」とただ一言伝えてきた。早速パターソンは自分の2連銃を装備し、ライオンの出現を待ち受けた。
ライオンはやがて姿を現し、忍び足でパターソンたちがいる地点のすぐ下を通った。パターソンはすかさず、両方の銃身からライオンの両肩を狙って発砲した。ライオンはこの攻撃を受けてよろめいたため、パターソンは別の連発銃を装備した。しかし発砲の前にライオンはやぶの中に逃れ、その方向をめがけて撃ちまくるしかなかった。
夜が明けると、パターソンはライオンの後を追った。2キロメートルくらいの距離は、ライオンの血痕をたどるのは容易だった上に何回も休んだ痕跡が見受けられたので、相当な負傷をしていることは明らかだった。結局ライオンは見つからず、岩だらけの場所で後を追うのが難しくなったためパターソンはそれ以上の追跡を断念した。
この時期に、元国営鉄道でインド政府付き顧問技師を務めていたリチャード・モールワースが、視察旅行の途上でツァボを訪問した。モールワースは鉄橋などの工事を調査してその成果に満足したことを伝え、写真をたくさん撮影した。モールワースは、ライオンの襲撃などの試練についてパターソンに大いに同情した。2頭目のライオンをそのうちやっつけるつもりかと質問を受けたパターソンは「近日中にやっつけます」と自信をもって答えたが、モールワースは半信半疑の様子であったという。
ライオンはその後10日ほど姿を見せなかったので、パターソンたちはあのときの傷がもとになって死んだものと思い始めた。ただし、夜の警戒は怠らずに続けたため、結果的にそれ以上の犠牲者を増やさずに済んだ。12月27日の夜、パターソンはトロッコ係の作業員たちの怯えた叫び声で目を覚ました。作業員たちはボマのすぐ外側にある木の上で睡眠をとっていたが、ライオンがそこを狙っていた。雲に隠されて月の見えない暗夜だったため外へ出ることはできず、パターソンは2、3発発砲してライオンを追い払った。翌朝、ライオンがそれぞれのテントまで入り込んだり、木の周りを輪になって巡ったりした痕跡が発見された。
翌日パターソンは、作業員たちがいた木の上に陣取ってライオンを待つことにした。幸先の悪いことに、パターソンが木に登るときに手をかけようとした枝には毒蛇が巻き付いていた。パターソンが慌てて木から降りると、その事態に気づいた部下の1人が長い棒を使って毒蛇を木から引きはがすことに成功した。
その晩は明るい月夜で、見通しもよかった。パターソンはマヒナと一緒に待機し、午前2時まで見張りをした後でマヒナと交代した。1時間ほど睡眠をとった後、パターソンは異様なものを感じて突然目を覚ました。見張りを続けていたマヒナの方では特段気がついたことはなく、パターソンも周囲を見回したものの異変は発見できなかった。パターソンが再び休息をとろうとしたとき、少し離れたところで何かが動く気配がした。その場所に注意を払ってよく見ると、まぎれもなくあのライオンがいた。
木の周囲には、ところどころに小さな草むらがあるのみで見通しはかなり良かったが、ライオンはその草むらを巧妙に利用しながらじわじわと距離を詰めてきていた。パターソンは逃げられることを防ぐために、ライオンがさらに近づくのを待ち受けた。ライオンが20メートル以内に距離を縮めたのを見計らって、パターソンはその胸部を狙い撃ちした。弾はライオンに命中したものの、撃ち倒すまでには至らなかった。ライオンは唸り声を上げて方向転換し、大きく跳び上がって逃れようとしたが、パターソンはすかさず連発銃で3発撃ちこんだ。ライオンがまた唸り声を上げたため、この射撃も命中したことがわかった。
夜が明け始めてから間もなく、パターソンとマヒナは現地人の追跡者を伴ってライオン追跡に出発した。ライオンは多量に出血したまま逃げていたため、追跡は容易なことであった。一行が林の中を400メートル足らず進んだところで、突然ライオンの唸り声がすぐ前方で聞こえた。やぶの向こうに、ライオンが牙をむいて一行をにらみつけ、唸りながら威嚇しているのが見えた。パターソンが狙いを定めて発砲したところ、ライオンは跳び上がって逆襲を仕掛けてきた。パターソンはもう1発発砲して1度ライオンは倒れたが、すぐさま立ち上がって片足をひきずりながらも再度立ち向かおうとした。
パターソンは3発目を発砲したが、目覚ましい効果はなかった。今度こそとどめをさそうとして、パターソンはマヒナが持っているはずの銃を手渡してもらうべく手を出したが、そこにマヒナはいなかった。マヒナは突然のライオン襲撃に恐れおののいて、銃を持ったままで木に登っている最中であった。パターソンもやむなく、木に登ってライオンの攻撃を逃れることにした。ライオンが足に負傷していたため、パターソンはやっとのことで攻撃されないところの枝にぶら下がることができた。
一行を取り逃がしたことを悟ったライオンは、やぶへ引き返してその場を立ち去ろうとした。パターソンはマヒナの手から銃を奪い、すかさず撃った。1発目が命中し、ライオンは前のめりに倒れて動こうとしなかった。パターソンがすぐさま木から降りてライオンに近寄ると、ライオンの体がいきなり跳び上がって彼を驚かせた。だが、ライオンの抵抗もそこまでで、胸と頭に受けた銃弾のダメージで絶命することになった。ライオンはパターソンから5メートルも離れていない場所にくずおれ、その口に折れ枝をしっかりとくわえた状態で死を遂げた。

### 歓喜
銃声を耳にしたキャンプの労働者たちは、全員パターソンの一行のところまでやってきた。2頭目のライオンがパターソンによって倒されたことを知った彼らは大いに喜んだが、同時にたくさんの仲間が殺された恨みも募っていたため、死骸を八つ裂きにしようとするのをやっとの思いで押しとどめねばならなかった。
労働者たちや現地人の歓呼の中で、パターソンはライオンを自分のボマまで運搬させた。ライオンには6個以上の弾痕があり、背中には10日以上前にパターソンが撃ち込んだ散弾が肉の中まで浅く入り込んでいた。全長は2メートル85センチで高さは1メートル19センチを測ったが、このライオンも最初の1頭と同様にボマのイバラに引っかかるなどして毛皮のあちこちに深い傷がついていた。
2頭目のライオンの死の知らせも、間もなく各地に広まった。現地人が各地から汽車でやってきて、戦利品となったライオンと「悪魔殺し」の英雄となったパターソンを見に訪れた。パターソンにとって何よりも嬉しかったのは、ツァボから逃亡していた労働者たちが一斉に戻ってきてくれたことであった。工事は再び始まり、二度とライオンの被害に遭うこともなかった。
2頭のライオンを倒したのち、労働者たちのパターソンに対する態度は一変していた。以前はパターソンを殺したいとたくらんでいた彼らは、その代わりに「英雄」として深い尊敬と感謝の念を表すまでになっていた。彼らはそのしるしとしてパターソンに美しい銀杯を贈り、パターソンが受けた試練と苦闘の末に勝ち取った勝利についてやや古風で荘重な筆致で称賛したヒンズー語の長編詩を添えた。パターソンは大いに喜んで、彼らの好意を受け取った。
銀杯には、1899年1月30日の日付で次のような賛辞が刻み込まれていた。

### 終局
人食いライオンの脅威が去ると、作業は順調に進捗した。ツァボ川の鉄橋工事は1899年2月に完成し、線路が敷設されて汽車も通るようになった。鉄橋が完成し仮橋脚を撤去してから2、3日後に猛烈な豪雨がツァボを襲ったが、トロッコ用の仮橋2つは流失したものの鉄橋はびくともしなかった。
資材不足で工事が休みになった日、パターソンはマヒナとムータ（でぶという意味）という名のパンジャブ人の労働者を連れてツァボの南西にある丘陵地帯に向かった。はっきりとした獣道をたどれば、ほとんど間違いなく目的の場所にたどり着くことがわかってきたので、パターソンはその道を少しずつ地図に書き込んでいた。
このときパターソンの一行は、サイのつけた獣道をたどって次第に森の奥深くまで入り込んでいた。渓谷沿いに歩いていると、サイやカバが通るトンネル状の場所を見つけてその先にあるものを確かめることにした。パターソンは水路の近くに「うす気味の悪いほら穴」の存在を認めた。そのほら穴はかなり奥行きがあるように見えたが、入り口や穴の中にたくさんの人骨があるのが認められた。パターソンの一行は、偶然人食いライオンの根城を発見したのだった。中にメスライオンか仔のライオンが潜んでいるかもしれないと思ったパターソンは銃を1、2発撃ちこんでみたが、穴からはコウモリの群れが出てきただけであった。
パターソンはツァボでの仕事を1899年3月に終え、同月のうちにケニア南部のマチャコス・ロードに赴任した。彼がイギリスに戻ったのは1899年の終わりごろのことで、彼を慕うキクユ族の人々400人余りがイギリスへの同行を願い出たため、説得するのに骨を折ったという。パターソンはマヒナを始めとした忠実な使用人や、長きにわたって苦楽を共にした労働者数名とともに海岸まで旅をした。一足先にインドへ戻る彼らに別れを告げた後、パターソンは翌日の船でイギリスへ旅立った。

## 事件の原因と分析

### 影響
この事件については、本国イギリスの議会でも取り上げられた。時の首相ソールズベリー侯爵は、ウガンダ鉄道建設の長期化について説明を求められて、次のような答弁を行った。

その地域に人食いライオンが出現し、人夫たちを好んで食べるという不幸な事態が生じたため、鉄道建設の工事が三週間にわたって全面的に中止されました。ついに人夫たちが、鉄の囲いで保護されることを要求し、作業を継続することを固く拒んだためであります。そのような状況のもとで工事を続行することは困難であり、情熱的な狩猟家がこれらのライオンを倒すまでは、作業はいちじるしく妨げられました。

その後もツァボ付近では、人食いライオンの被害記録が残っている。2頭のライオンとの戦いが終了して約3か月後の1899年3月、ボイ - タヴェタ間で道路建設に従事していた技師が殺されている。1900年6月には、キマ駅をライオンが襲撃し、現地人の駅員が殺された。ライオン退治に白人3人が列車で現場に乗り込んだが、見張り役が眠った隙に客車に侵入したライオンと遭遇した。1人が噛み殺され、1人はライオンの下敷きになったため負傷はしなかったものの神経を損傷して動けなくなった。残る1人がライオンの背を飛び越えて客車からの脱出を試みたとき、ライオンは窓を破って死体を運び出していた。このライオンは「キマの人食い」と呼ばれ、のちに箱罠にかかって殺された。
これらの事例以外にも、鉄道や駅の周辺に出没したライオンについて多くの記録が残されている。第一次世界大戦中、ツァボの付近にはドイツ軍が駐留していた。兵士数人がライオンの犠牲となったため、その死体にストリキニーネを仕込んでおき、加害ライオンの毒殺を果たしている。第二次世界大戦後にも、ツァボでは人食いライオンの出現が記録されている。

### 環境
鉄道工事が開始されたとき、現地人は工事作業員の仕事に関心を示さず技術的にも能力不足だったので、鉄道会社はインドからの季節労働者に頼らざるを得なかった。19世紀末のツァボは未開の地だったため、インドからの労働者は環境になじむことができず疲労も激しかったことから、マラリアや黄熱病などの病気で死亡する人々が続出していた。
病気の流行によって多数の人が死亡したために埋葬することすらできず、キャンプから運び出した死体を谷底などに投げこんでハゲワシやハイエナなどの餌食になるままにさせるほかはなかった。このときにライオンが現れて人間の味を覚えたものと推定される。
19世紀後半、ライオンの常食であるアフリカスイギュウは牛疫という伝染病のために著しく減少していた。そのため、このライオンは人間を捕食するために、広範囲に広がるツァボの労働者キャンプに狙いを定めてそこを「なわばり」として人間を獲物とするようになった。
ツァボの労働者キャンプは、ツァボ川をはさんだ形で設営されていて、差し渡し10キロメートル以上もの範囲に広がっていた。そのためパターソンはライオンが襲撃地点を毎晩変えているのに気づいていたものの、待ち伏せ場所を選ぶために苦労を強いられることになった。実際、ライオンはパターソンの行動を観察してしばしばその裏をかいて襲撃を敢行していた。何より労働者自身がこれだけ大勢の人の中から自分が人食いライオンの犠牲者になる確率は低いと考えていたことも、9か月にも及ぶライオンの襲撃が続いた原因の1つとなった。さらに、作業員のインド人やアフリカ人には、護身用の銃器さえ行き渡っていなかった。

### 加害ライオン
2頭のライオンは、たてがみを欠いた若いオスのライオンであった。オスのライオンがペアを組んで行動する場合は、たいてい血縁関係が存在する。遺伝的形質の類似点からも、2頭は同腹の兄弟であると推定されている。ライオンは幼児期の死亡率が非常に高い動物であり、同じ場所で行動していたことからも兄弟である可能性は高い。なお、この2頭に限らず、ツァボに生息するライオンはオスでもたてがみがないか、あっても非常に短いのが特徴である。ツァボはアフリカの中でも特に気温が高い地域であり、ツァボに生息するライオン達は過酷な暑さから身を守るためにたてがみを退化させる必要があったものと考えられている。そしてツァボのライオンは獲物が少ないせいで群れそのものが小規模であり、メスライオンだけではなくオスライオンも狩りを担当している。
この2頭がいつ頃から人間を捕食し始めたかについて、正確なことは不明である。ツァボにいたアフリカスイギュウなどの草食獣が減少し、多くのライオンは獲物を探して他の地域に移動した後にも、2頭はこの地に残っていた。最初はハゲワシやハイエナが貪るだけであった病に斃れた人間の死体を、2頭が食料とするまでには特段の障害も抵抗もなかったと考えられている。
2頭の剥製は、シカゴにあるフィールド自然史博物館に所蔵されている。『ライオンはなぜ「人喰い」になったか』の著者である小原秀雄が「あまり巧みな剥製とはいえない」と評するほど、不出来なものである。この2頭が剥製として展示されたのは、射殺から25年以上が経過した1925年のことだった。パターソンは1924年に毛皮となったライオン2頭をフィールド自然史博物館に5000ドルで売却し、この値段は2007年9月時点で換算すれば、6万ドル（約690万円）に相当するという。この毛皮は、博物館の館長スタンリー・フィールドが所蔵していた。毛皮はパターソンが長期にわたって敷物に使っていた状態だったため、剥製にするのはかなり困難を伴い、展示まで時間がかかったという。
事件から100年後、人間を襲うようになった理由を調べるために2頭はフィールド自然史博物館の科学者たちによって詳細な調査を受けた。ブルース・パターソン（ジョン・ヘンリー・パターソンとは無関係）をリーダーとする研究チームは、決定的とまではいえないものの興味を惹く視点を提供した。その視点とは程度の差こそあれ、遺伝的素因によって人間を捕食の対象とする健康なライオンが存在する可能性である。ノンフィクション『人食いライオン追跡』の著者、フィリップ・カブートは「だとすると、人食い行動の原因は、病理学的なものではなく、進化論的なものだということになる。（中略）すなわち、生理学的な変化と同様、環境条件も人食いの原因になるならば、人食いは常軌を逸した行動でも、「犯罪的」な行動でもないのではないか」と評している。
さらに研究チームの調査によって、2頭はパターソンが記述していたとおり年齢が若く、健康障害などの所見もなかったため、老齢や病気などの理由で狩りが難しくなったために人間を襲ったという説は否定された。研究にあたった科学者の1人、ジュリアン・カービス・ピーターハンズは「条件さえそろえば、どのライオンでも人間を攻撃する能力をもっているのだから」と、アフリカではライオンによる被害で毎年たくさんの人が殺されているはずだと指摘している。
スティーブンソン・ハミルトンの調査によれば、南アフリカで射殺した6頭の人食いライオンの内訳は老衰したオス2、ひどくやせた若いメス1、普通の体調の若いメス2、そして若い健康なオス1であった。グッギイズベルグが人食いライオン52例を調査したところ、老獣はわずかに10例のみで、残り42例は盛りの個体か若い個体であったことを報告している。人食いライオンの事例研究では、獲物が少なくて飢えたために人間をやむなく襲撃したものは11.3パーセントであった。人間を襲って食べることが習慣となったライオンの群れでは、「人食い」の性癖が伝承されるといい、実際に子ライオンを含む群れのすべてが「人食い」となった事例がある。ただし、小原は『ライオンはなぜ「人喰い」になったか』の中で「ライオンの非行化は、人間社会での殺人犯などと同様に、特定の条件下に起こるのであって、ごくふつうの何万、何十万のライオンのうちの、ごく一部であることを強調しておきたい」と記述している。
2007年になって、ケニア政府は2頭の剥製の返還をフィールド自然史博物館に要求したが、博物館側はこれを拒否した。ケニア政府は、引き続き2頭の返還を博物館側に要求し続けている。

### 犠牲者の数
2頭のライオンの犠牲となった人数には、「28人以上」や「135人」などの諸説がある。パターソン自身は「インド人の人夫だけでも二十八人以上にのぼり、それに加えて、公的な記録はないが、数十人のアフリカの原住民が被害を受けたはずである」と記述した。別の説では135人が犠牲になったとされるが、その内訳は不明瞭である。小原はパターソンの記述を検討し、「九か月にわたる被害」という表現から「それを信用する限りでは、一三五人は少なすぎるくらいだ」と疑問を呈している。
犠牲者の数については、最新科学の力を借りて分析する試みが行われた。カリフォルニア大学の学者たちは、2頭から毛（角質）と骨（コラーゲン）のサンプルを採取して同位体分析を実施した。この分析では2頭が生命を維持するために、何人の人間を食べる必要があったのかを、19世紀のケニア原住民の遺体から得たサンプルを使用した上で同位体分析を行って割り出した。分析の結果は、先に射殺された方（FMNH 23970）が24.2人、後の方（FMNH 23969）は10.5人分の人間を「食料」にしていたと見積もっている。
学者たちは、「135人」という数字は誇張であり、犠牲者は「35人」の可能性が高いことを指摘した。学者の1人、ジャスティン・ヤーケルは「犠牲者数は、4人から72人の間の可能性がある。しかし、35人と考えるのが最適であろう」と発言した。「135人」という数字について、学者たちはパターソンが自分の評判を高めるために誇張した可能性に言及している。

## 事件を題材とした作品
パターソン自身による実録
パターソンは、ツァボの人食いライオンに関する自らの経験談をザ・フィールドという新聞に寄稿した。パターソンの原文は、全27章にサファリについての付録がついたものであった。そのうちツァボの人食いライオンに関する記述は9章までと、第14章で偶然ライオンの根城を見つけた部分のみとなっている。
ザ・フィールドに載った記事は、フレデリック・コートニー・サルースというアフリカ探検家の目にとまった。サルースはその記事を友人のアメリカ合衆国大統領セオドア・ルーズベルトに送った。ルーズベルトはアフリカでの猛獣狩りに熱心にかかわった経験があったため、パターソンの記事を読んで「これが本の形で残されないのは残念だ」と述べた。パターソンが著した記録の最初の単行本化は、1907年のことであった。1908年、パターソンはサルースとともにホワイトハウスに招かれ、アフリカでの経験を語っている。パターソンの実録は21世紀に入っても容易に入手でき、フィリップ・カブートは「猛獣狩りの歴史上、もっとも偉大な冒険記」と評している。
小説『人喰鉄道』
小説家の戸川幸夫は、この事件をもとに長編小説『人喰鉄道』を執筆している。戸川は1966年に東アフリカを初めて訪れ、この事件について話を聞いた。その話に興味を覚えた戸川は、翌年7月から8月にかけて再度東アフリカを訪問して詳しい取材を行った。伊藤忠商事のナイロビ支社現地駐在員やツァボ国立公園の自然保護官などの協力を得て当時の話を聞いたり、ウガンダ鉄道に関する資料やパターソンの実録『The Tsavo Man-Eaters』を集めたりした。さらにはツァボにも訪れて、労働者たちが生活していた小屋なども見た。
2回目の東アフリカ旅行には、漫画家の石川球太も同行していた。2人は約1か月にわたって広大なサバンナをジープで巡って取材を重ねた。戸川は『人喰鉄道』を1967年11月から1968年10月にかけて『サンデー毎日』に連載した。この作品では、人食いライオンを十数頭からなる一団と設定し、リーダー格の「黒鬣」、「欠け耳」、「三本指」が存在するなどの創意と、パターソンの実録から別の出来事の記述を物語内に挿入するなどの再構築の試みがなされている。文芸評論家の尾崎秀樹は『人喰鉄道』について「ゆたかな構想力の裏づけによってまとめられた創作」と評し、「人間たちの行動だけでなく、ライオン側の心理をも無理なくたどることで、自然にたいする人間の心構えとでもいったものを述べており、そこにいかにも戸川幸夫らしい視点が感じられる」と称賛した。この作品はのちに『戸川幸夫動物文学全集』第2巻（講談社刊）に収録され、旺文社文庫、ランダムハウス講談社文庫からも刊行された。
石川は戸川の小説をもとに『人喰鉄道』を漫画化して、週刊少年サンデーの1969年3号から同年22号に連載した。現地での綿密な取材に裏づけられたこの作品は、その迫力と臨場感で当時の読者から好評を得た。漫画版の『人喰鉄道』は、2007年にマンガショップから完全版が発行された。この完全版には、石川による連載当時の扉絵も収録されている。
ノンフィクション『人食いライオン追跡』
著者のフィリップ・カブートは元アメリカ海兵隊員で、ピュリッツァー賞の受賞経験を持つ作家である。カブートは高校生のときにフィールド自然史博物館でツァボの人食いライオンの剥製を見学し、強い印象を受けている。彼は後にツァボに赴き、この2頭に関する伝説とその生態を探った。その成果は『人食いライオン追跡』（原題：Among the Man-Eaters）として発表された。『人食いライオン追跡』には、カブートの体験のみならずフィールド自然史博物館研究チームの調査結果も反映されている。
映画
この事件については、複数回にわたって映画化されている。アーチ・オボラー（en:Arch Oboler）は立体映画『ブワナの悪魔』（en:Bwana Devil）を1952年に制作した。作品自体の出来はよくなかったというものの大ヒットを記録したため、ハリウッドは「これこそ映画業界を救う救世主だ」と大いに宣伝し、世界中に立体映画ブームが起こった。この映画でヘイワード（史実のパターソンにあたる）役を演じたのは、ロバート・スタックであった。
1997年には、映画『ゴースト&ダークネス』が制作された。監督はスティーヴン・ホプキンス、出演はヴァル・キルマー、マイケル・ダグラス（製作総指揮も兼任）などで、キルマーがパターソン役、ダグラスがプロハンターのレミントン（架空の人物）役を演じた。この映画で、ブルース・スタンブラーが第69回アカデミー音響編集賞を受賞した。また、キルマーは第17回ゴールデンラズベリー賞最低助演男優賞にノミネートされた。